# Tina per a guardar el gra (Conill)
Tina per a guardar el gra és una obra al nucli de Conill, al municipi de Tàrrega (Urgell) inclosa a l'Inventari del Patrimoni Arquitectònic de Catalunya.

## Descripció
Aquest element forma part d'una de les cases de la quadra de Conill i dona a la plaça del nucli. Només s'hi pot accedir des de l'exterior a través d'una gran portalada d'arc rebaixat. És cilíndrica amb una tapa superior i sobresurt un metre sobre el nivell de terra. Es va construir amb carreus de pedra als voltants del 1800.